# Assad al-Zoubi
Pour les articles homonymes, voir Al-Zoubi.
Ne doit pas être confondu avec Bachar al-Zoubi.
Assad al-Zoubi, né en 1956 à Maliha al-Atash, est un militaire syrien et un chef rebelle de la guerre civile syrienne.

## Biographie
Bachal al-Zoubi est sunnite. Avant la guerre civile syrienne, il est officier dans l'armée de l'air syrienne. Il rejoint ensuite les rebelles et devient un des principaux chefs du Front du Sud.
Fin 2015 et début 2016, il dirige la délégation du Haut Comité des négociations à Genêve,.
Le 16 août 2019, Assad al-Zoubi publie un tweet glorifiant l'opération Anfal, menée par les troupes de Saddam Hussein dans le Kurdistan irakien en 1988 : « À chaque fois que nous sortons une vérité sur l'organisation terroriste kurde PYD, on entend braire la ménagerie : ânes, chiens, grenouilles, cafards et vermines. Nul besoin d'insecticide pour s'en débarrasser, il suffit de prononcer le nom de Saddam. Quand toutes ces bestioles réapparaissent, on regrette Saddam. Paix à son âme ! ». Une vingtaine de personnalités originaires du Kurdistan syrien, de nationalité française ou bénéficiant en France d'un titre de séjour ou du statut de réfugié, tentent alors de faire traduire Assad al-Zoubi en justice pour « apologie de crimes de guerre et génocide ».